# Замана
Замана (тюрк. замін — земля, орна земля, рілля) — гора в Криму. Платоподібний, з трав'янистим покривом західний відріг Тирке-яйли. Висота — 1067 м. Розташована в 4 км на південний схід від села Перевальне, виглядає конічною, північний схил вкритий лісом.